# ماجد عبدالله
ماجد عبدالله (عربی: ماجد عبدالله)؛ زادهٔ ۱ نوامبر ۱۹۵۹ بازیکن سابق فوتبال اهل عربستان سعودی است.
وی در تیم ملی فوتبال عربستان سعودی ۱۱۶ بازی انجام داده‌است و عضو این تیم در جام جهانی فوتبال ۱۹۹۴ بوده‌است.
او سه سال پیاپی در سالهای ۱۹۸۴، ۱۹۸۵ و ۱۹۸۶ جایزه بازیکن سال فوتبال آسیا را به دست آورد که از این حیث رکورددار است.

## افتخارات
او سه بار بازیکن فوتبال سال آسیا شده‌است و یکی از اعضای تیم منتخب قرن قاره آسیا است. او در رقابت‌های مختلف با النصر و تیم ملی فوتبال عربستان سعودی جمعاً ۵۵۰ گل به ثمر رسانده‌است که شامل ۲۸ هت تریک هم می‌شود.
او همچنین به تیم ملی عربستان راه پیدا کرد و خیلی زود توانست به بازیکن کلیدی کشورش تبدیل شود. عبدالله در سال ۱۹۷۹ در فاصله بیست ماه، در دو بازی به عراق و اندونزی، ده گل زد. پس از موفقیت‌های پیاپی در لیگ و جام حذفی با النصر، ماجد فصل را به‌طور کامل با تیم ملی گذراند. عربستان سعودی در آن سال موفق شد به مسابقات فوتبال المپیک تابستانی در لس آنجلس صعود کند. وی، آقای گل دور مقدماتی صعود به تورنمنت شد و با وجود سه شکست عربستان در برابر آلمان غربی، مراکش و برزیل که با ستارگانی همچون دونگا و مائورو گالوائو، نایب قهرمان المپیک شد، ماجد تنها گل عربستان در این مسابقات را در ورزشگاه "رز بول پاسادینا"، به برزیل زد.
ماجد عبدالله یک مهاجم بلندقامت و سرزن بود که دوران ملی اش را با ۱۱۶ بازی ملی به اتمام رساند و رکورد خارق‌العاده ۷۱ گل برای تیم‌ملی عربستان را ثبت کرد. او همچنین تمام دوران فوتبال خود را در باشگاه النصر پشت سر گذاشت و در ۲۱ سال حضور در باشگاه النصر در ۲۴۰ مسابقه، ۲۶۰ گل برای النصری‌ها به ثمر رساند.
ماجد عبدالله همچنین دو بار در جام‌ملت‌های آسیا مقابل ایران موفق به گلزنی شده، ابتدا در مرحله نیمه نهایی جام‌ملت‌های آسیا ۱۹۸۴ در مسابقه‌ای که عربستان با پنالتی ایران را برد و به فینال رسید و دفعه بعد در سال ۱۹۸۸ باز هم در نیمه نهایی این بار با پرشی بلند روی سر مرتضی فنونی زاده با ضربه‌ای که دروازه عابدزاده را گشود و عربستان را به فینال برد. ماجد عبدالله سه بار به عنوان بازیکن سال آسیا انتخاب شده و یکی از اعضای تیم منتخب قرن این قاره است. او در رقابت‌های مختلف با تیم‌های عربستان و النصر جمعاً ۵۵۰ گل به ثمر رسانده‌است که شامل ۲۸ هت تریک هم می‌شود.
افتخارات باشگاهی
- ۴ قهرمانی لیگ عربستان
- ۴ قهرمانی جام حذفی عربستان
- ۲ قهرمانی جام قهرمانان خلیج(دوری البطال الخلیج)
- ۱ قهرمانی جام در جام آسیا

افتخارات ملی
- ۲ قهرمانی جام ملت های آسیا
- ۱ نایب قهرمانی بازی های آسیایی
- ۱ نایب قهرمانی مسابقات کشورهای عربی

افتخارات فردی
- ۵ عنوان آقای گلی لیگ عربستان
- ۴ عنوان آقای گلی جام حذفی عربستان
- ۲ عنوان آقای گلی جام قهرمانان خلیج
- ۱ عنوان مرد سال آسیا (۱۹۸۴)
- سومین بازیکن برتر تاریخ آسیا به انتخاب فدراسیون تاریخ و آمار
- شصت چهارمین بازیکن برتر قرن ۲۰ به انتخاب فدراسیون تاریخ و آمار
- برترین گلزن تاریخ تیم النصر در لیگ برتر عربستان با ۱۸۹ گل